# 赫氏冰淇淋
赫氏冰淇淋（英語：Hershey's Ice Cream），正式名稱為赫氏乳品製造公司（Hershey Creamery Company），是生產赫氏品牌冰淇淋、雪酪、優格冰淇淋、思慕昔等產品的乳品加工廠。
它在1894年由赫爾希五兄弟創立——與赫氏巧克力家族無關，1920年代被侯德家族併購。它是最早供應桶裝冰淇淋的公司之一。1998年，它針對廠內設備展開現代化工程，成功增進效率並減少開支。由於赫氏冰淇淋和赫氏巧克力具有相同的品牌名及發跡城市，他們在商標問題上曾進行多次訴訟；直到1990年代中期，赫氏冰淇淋同意由在其冰淇淋產品上加上免責聲明，註明它和赫氏巧克力無關，方才化解紛爭。

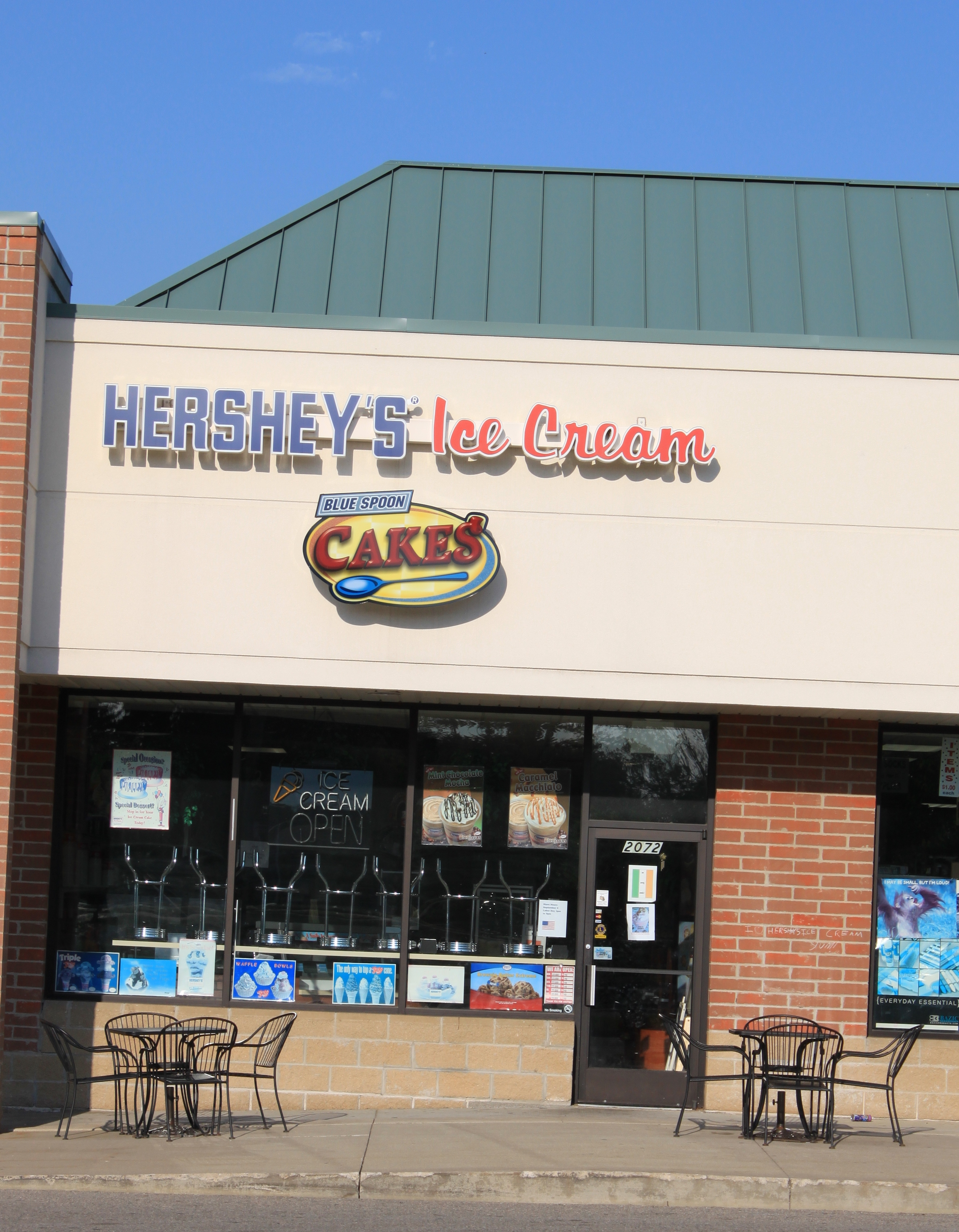

## 外部連結
- 官方网站